# Liste des localités du comté de Restigouche
Voici la liste des localités du comté de Restigouche. Cette liste est destinée à accueillir tous les lieux-dits, hameaux et quartiers du comté de Restigouche, au Nouveau-Brunswick, de manière à les situer dans leur municipalités respectives. Les archives provinciales du Nouveau-Brunswick recensent 235 lieux, auxquels s'ajoutent quelques-uns recensés par des chercheurs comme William Francis Ganong.
- Haut – A
- B
- C
- D
- E
- F
- G
- H
- I
- J
- K
- L
- M
- N
- O
- P
- Q
- R
- S
- T
- U
- V
- W
- X
- Y
- Z

| Nom                                        | Gouvernement local                                                       | Localisation | Type                                                 |
| ------------------------------------------ | ------------------------------------------------------------------------ | ------------ | ---------------------------------------------------- |
| Adams Gulch                                | Kedgwick                                                                 |              | Hameau                                               |
| Addington                                  | Campbellton                                                              |              | Regroupé à Campbellton                               |
| Addington, paroisse d'                     | Campbellton, Restigouche (district rural)                                |              | Paroisse civile, district de services locaux         |
| Anderson Siding                            | Saint-Quentin                                                            |              | Ancien nom de Saint-Quentin                          |
| Anse-à-l'Anguille                          | Bois-Joli                                                                |              | Quartier                                             |
| Archibald Settlement                       | Belledune                                                                |              | Quartier                                             |
| Armstrong Brook                            | Belledune                                                                |              | Quartier                                             |
| Arsenault-Siding                           | Saint-Quentin                                                            |              | Regroupé à Saint-Martin-de-Restigouche               |
| Atholville                                 | Campbellton                                                              |              | Village                                              |
| Back Settlement                            | Belledune                                                                |              | Village fantôme                                      |
| Balmoral                                   | Bois-Joli                                                                |              | Village                                              |
| Balmoral, paroisse de                      | Bois-Joli, Restigouche (district rural)                                  |              | Paroisse civile, ancien DSL                          |
| Balmoral-Maltais                           | Baie-des-Hérons, Bois-Joli, Campbellton                                  |              | Ancien DSL                                           |
| Balmoral–Saint-Maure                       | Bois-Joli                                                                |              | Ancien DSL                                           |
| Barberie                                   | Kedgwick                                                                 |              | Ancien point ferroviaire                             |
| Beauly                                     | Campbellton                                                              |              | Point ferroviaire                                    |
| Becketville                                | Belledune                                                                |              | Quartier                                             |
| Bell Island                                | Restigouche (district rural)                                             |              | Hameau                                               |
| Benjamin River                             | Baie-des-Hérons                                                          |              | Hameau                                               |
| Bernard Settlement                         | Restigouche (district rural)                                             |              | Village fantôme                                      |
| Black Point                                | Restigouche (district rural)                                             |              | Hameau                                               |
| Blackland                                  | Baie-des-Hérons                                                          |              | Hameau                                               |
| Blair-Athol                                | Bois-Joli                                                                |              | Ancien DSL                                           |
| Bon Ami Point                              | Baie-des-Hérons                                                          |              | Quartier                                             |
| Boyd                                       | Campbellton                                                              |              | Village fantôme                                      |
| Brassard                                   | Campbellton                                                              |              | Ancien nom de Macabee                                |
| C.C. Siding                                | Kedgwick                                                                 |              | Point ferroviaire                                    |
| Cains Siding                               | Kedgwick                                                                 |              | Point ferroviaire                                    |
| Camp Harmony                               | Kedgwick                                                                 |              | Camp de pêche                                        |
| Campbellton                                | Campbellton                                                              |              | Cité                                                 |
| Caribou Depot                              | Restigouche (district rural)                                             |              | Lieu-dit                                             |
| Cavenick's Point                           | Campbellton                                                              |              | Ancien nom de Campbellton                            |
| Chaleur                                    | Baie-des-Hérons, Restigouche (district rural)                            |              | Ancien DSL                                           |
| Charlo                                     | Baie-des-Hérons                                                          |              | Village                                              |
| Charlo Station                             | Baie-des-Hérons                                                          |              | Ancien nom de Charlo                                 |
| Charlo Depot                               | Restigouche (district rural)                                             |              | Regroupé à Simpsons Field                            |
| Christopher                                | Campbellton                                                              |              | Hameau                                               |
| Colborne                                   | Baie-des-Hérons                                                          |              | Ancien nom de Charlo                                 |
| Colborne, paroisse de                      | Baie-des-Hérons, Belledune, Restigouche (district rural)                 |              | Paroisse civile, ancien DSL                          |
| Coldbrook                                  | Campbellton                                                              |              | Autre nom de Colebrooke Settlement                   |
| Colebrooke Settlement                      | Campbellton                                                              |              | Village fantôme                                      |
| Cooks Crossing                             | Baie-des-Hérons                                                          |              | Point ferroviaire                                    |
| Cormier                                    | Kedgwick                                                                 |              | Regroupé à Petit-Ouest                               |
| Côté                                       | Saint-Quentin                                                            |              | Regroupé à Rang-Quatorze                             |
| Craig                                      | Baie-des-Hérons                                                          |              | Quartier                                             |
| Culligan Siding                            | Belledune                                                                |              | Point ferroviaire                                    |
| Dalhousie                                  | Baie-des-Hérons                                                          |              | Ville                                                |
| Dalhousie Junction                         | Baie-des-Hérons                                                          |              | Village                                              |
| Dalhousie, paroisse de                     | Baie-des-Hérons, Bois-Joli, Campbellton                                  |              | Paroisse civile, ancien DSL                          |
| Darlington                                 | Baie-des-Hérons                                                          |              | Quartier                                             |
| Dawsonvale                                 | Restigouche (district rural)                                             |              | Ancien nom de Dawsonville                            |
| Dawsonville                                | Restigouche (district rural)                                             |              | Hameau                                               |
| Dickie                                     | Restigouche (district rural)                                             |              | Ancien nom de Sea Side                               |
| Dickie Cove                                | Baie-des-Hérons                                                          |              | Hameau                                               |
| Doyle Settlement                           | Restigouche (district rural)                                             |              | Ancien nom de Doyleville                             |
| Doyleville                                 | Restigouche (district rural)                                             |              | Hameau                                               |
| Drucour                                    | Saint-Quentin                                                            |              | Regroupé à Rang-Dix                                  |
| Dubé Settlement                            | Campbellton                                                              |              | Ancien nom de Colebrooke Settlement                  |
| Dundee                                     | Bois-Joli                                                                |              | Quartier, ancien DSL                                 |
| Dundee                                     | Bois-Joli                                                                |              | Autre nom d'Upper Dundee                             |
| Durham Centre                              | Belledune                                                                |              | Quartier                                             |
| Durham, paroisse de                        | Baie-des-Hérons, Belledune                                               |              | Paroisse civile, ancien DSL                          |
| Durhamville                                | Belledune                                                                |              | Ancien nom de Durham Centre                          |
| Durhamville                                | Belledune                                                                |              | Regroupé à Jacquet River                             |
| Eel River                                  | Bois-Joli                                                                |              | Ancien nom d'Eel River Crossing                      |
| Eel River                                  | Baie-des-Hérons                                                          |              | Regroupé à Upper Charlo                              |
| Eel River Bar                              | Eel River Bar                                                            |              | Première nation                                      |
| Eel River Cove                             | Bois-Joli                                                                |              | Autre nom d'Anse-à-l'Anguille                        |
| Eel River Crossing                         | Bois-Joli                                                                |              | Village                                              |
| Eldon                                      | Restigouche (district rural)                                             |              | Village fantôme                                      |
| Eldon, paroisse d'                         | Kedgwick, Restigouche (district rural)                                   |              | Paroisse civile, ancien DSL                          |
| Evergreen                                  | Restigouche (district rural)                                             |              | Hameau                                               |
| Felix Gulch                                | Restigouche (district rural)                                             |              | Ancienne gare                                        |
| Ferguson Manor                             | Campbellton                                                              |              | Ancien nom d'Atholville                              |
| Five Fingers                               | Saint-Quentin                                                            |              | Hameau                                               |
| Flatlands                                  | Restigouche (district rural)                                             |              | DSL                                                  |
| Fraser Lodge                               | Nord-Ouest (district rural)                                              |              | Lieu-dit                                             |
| Glen Corner                                | Campbellton                                                              |              | Hameau                                               |
| Glen Levit                                 | Restigouche (district rural)                                             |              | Hameau                                               |
| Glencoe                                    | Campbellton                                                              |              | Hameau                                               |
| Glenlivet                                  | Restigouche (district rural)                                             |              | Ancien nom de Glen Levit                             |
| Glenwood                                   | Kedgwick                                                                 |              | Hameau                                               |
| Gravel Hill                                | Restigouche (district rural)                                             |              | Hameau                                               |
| Grimmer Settlement                         | Kedgwick                                                                 |              | Ancien nom de Rang-Double-Nord                       |
| Grimmer, paroisse de                       | Kedgwick                                                                 |              | Paroisse civile, ancien DSL                          |
| Grog Brook Dam                             | Kedgwick                                                                 |              | Point ferroviaire                                    |
| Grog Brook East                            | Kedgwick                                                                 |              | Village fantôme                                      |
| Guercheville                               | Saint-Quentin                                                            |              | Village fantôme                                      |
| Halfway                                    | Belledune                                                                |              | Lieu-dit                                             |
| Harquails Mill                             | Kedgwick                                                                 |              | ?                                                    |
| Hazen                                      | Saint-Quentin                                                            |              | Point ferroviaire                                    |
| Hazen Settlement                           | Saint-Quentin                                                            |              | Regroupé à Rang-Dix                                  |
| Head of Tide                               | Campbellton                                                              |              | Ancien nom de Tide Head                              |
| Hecklar's Cove                             | Baie-des-Hérons                                                          |              | Ancien nom de Dickie Cove                            |
| Herons Island Île-aux-Hérons               | Baie-des-Hérons                                                          |              | Nom anglais de l'île aux Hérons                      |
| Hickey Settlement                          | Restigouche (district rural)                                             |              | Hameau                                               |
| Hilyard Siding                             | Restigouche (district rural)                                             |              | Point ferroviaire                                    |
| Île-aux-Hérons                             | Baie-des-Hérons                                                          |              | Village fantôme                                      |
| Inch Arran                                 | Baie-des-Hérons                                                          |              | Ancien nom de Bon Ami Point                          |
| Indian Ranch                               | Indian Ranch                                                             |              | Réserve indienne                                     |
| Jacquet River                              | Belledune                                                                |              | Hameau                                               |
| Kavanagh's Point                           | Campbellton                                                              |              | Ancien nom de Campbellton                            |
| Kedgwick                                   | Kedgwick                                                                 |              | Communauté rurale                                    |
| Kedgwick River                             | Kedgwick                                                                 |              | Hameau                                               |
| Kedgwick-Ouest                             | Kedgwick                                                                 |              | Regroupé à Petit-Ouest                               |
| Keepover                                   | Restigouche (district rural)                                             |              | Lieu-dit                                             |
| Labrie                                     | Saint-Quentin                                                            |              | Regroupé à Rang-Dix                                  |
| Lac-des-Lys                                | Campbellton                                                              |              | Hameau                                               |
| Lapointe Settlement                        | Restigouche (district rural)                                             |              | Hameau                                               |
| Lauvrière                                  | Saint-Quentin                                                            |              | Regroupé à Saint-Martin-de-Restigouche               |
| Lauzier                                    | Saint-Quentin                                                            |              | Village fantôme                                      |
| Lebel                                      | Bois-Joli                                                                |              | Hameau                                               |
| Leclerc                                    | Kedgwick                                                                 |              | Autre nom de Quatre-Milles                           |
| Lily Lake                                  | Campbellton                                                              |              | Ancien nom de Lac-des-Lys                            |
| Limerick                                   | Saint-Quentin                                                            |              | Hameau                                               |
| Listo Gotj ou Listuguj                     | Campbellton                                                              |              | Ancien nom d'Atholville                              |
| Long Island                                | Restigouche (district rural)                                             |              | Village fantôme                                      |
| Lorne                                      | Restigouche (district rural)                                             |              | Hameau et ancien DSL                                 |
| Louison's Brook                            | Restigouche (district rural)                                             |              | Autre nom de River Louison                           |
| Macabee                                    | Campbellton                                                              |              | Hameau                                               |
| Malagash                                   | Baie-des-Hérons                                                          |              | Ancien nom de New Mills                              |
| Malauze                                    | Campbellton                                                              |              | Hameau                                               |
| Maltais                                    | Campbellton                                                              |              | Hameau                                               |
| Maltais                                    | Kedgwick                                                                 |              | Gare de Thibault                                     |
| Mann Mountain Settlement                   | Restigouche (district rural)                                             |              | Hameau                                               |
| Mann Siding                                | Kedgwick                                                                 |              | Hameau et ancien DSL                                 |
| Manns Mountain                             | Restigouche (district rural)                                             |              | Ancien nom de Mann Mountain Settlement               |
| Maple Green                                | Baie-des-Hérons                                                          |              | Hameau                                               |
| Martin's Point                             | Campbellton                                                              |              | Ancien nom de Campbellton                            |
| McEwan Gulch Siding                        | Restigouche (district rural)                                             |              | Point ferroviaire                                    |
| McKendrick                                 | Campbellton                                                              |              | Hameau                                               |
| McKinnons Hill                             | Campbellton                                                              |              | Quartier                                             |
| McLeods Siding                             | Campbellton                                                              |              | Ancien nom de McLeods                                |
| McLeods                                    | Campbellton                                                              |              | Hameau et ancien DSL                                 |
| McMillan                                   | Belledune                                                                |              | Regroupé à Mitchell Settlement                       |
| McNeish                                    | Baie-des-Hérons                                                          |              | Quartier                                             |
| Menneval                                   | Kedgwick                                                                 |              | Ancien DSL                                           |
| Michaud                                    | Kedgwick                                                                 |              | Regroupé à Petite-Réserve                            |
| Miller Settlement                          | Bois-Joli                                                                |              | Autre nom de Millers Crossing                        |
| Millers Crossing                           | Bois-Joli                                                                |              | Regroupé à Eel River Crossing                        |
| Millerville                                | Restigouche (district rural)                                             |              | Point ferroviaire                                    |
| Mitchell Settlement                        | Belledune                                                                |              | Quartier                                             |
| Moffats                                    | Campbellton                                                              |              | Ancienn gare de Tide Head                            |
| Moose Meadows 4                            | Moose Meadows 4                                                          |              | Réserve indienne                                     |
| Morneault                                  | Saint-Quentin                                                            |              | Village fantôme                                      |
| Mount Edward                               | Restigouche (district rural)                                             |              | Ancien nom de Mann Mountain Settlement               |
| Mountain Brook                             | Baie-des-Hérons                                                          |              | Quartier                                             |
| Murchie Settlement                         | Restigouche (district rural)                                             |              | Regroupé à Doyleville                                |
| Murray Gulch                               | Saint-Quentin                                                            |              | Lieu-dit                                             |
| Napier                                     | Restigouche (district rural)                                             |              | Point ferroviaire                                    |
| Nash Creek                                 | Restigouche (district rural)                                             |              | Hameau                                               |
| New Mills                                  | Baie-des-Hérons                                                          |              | Hameau                                               |
| New St. Arthur                             | Campbellton                                                              |              | Ancien nom de Saint-Arthur-Ouest                     |
| Nickel Mill                                | Saint-Quentin                                                            |              | Regroupé à Rang-Sept-et-Huit                         |
| Nictor Lake Depot                          | Restigouche (district rural)                                             |              | Lieu-dit                                             |
| Noel Settlement                            | Belledune                                                                |              | Regroupé à Mitchell Settlement                       |
| Oliver                                     | Kedgwick                                                                 |              | Regroupé à Whites Brook                              |
| Oliver Siding                              | Kedgwick                                                                 |              | Ancien nom de Saint-Jean-Baptiste-de-Restigouche     |
| Paradise Camp                              | Restigouche (district rural)                                             |              | Lieu-dit                                             |
| Petit-Ouest                                | Kedgwick                                                                 |              | Hameau                                               |
| Petite-Réserve                             | Kedgwick                                                                 |              | Hameau                                               |
| Peuplier Point                             | Baie-des-Hérons                                                          |              | Regroupé à Pointe-la-Nim                             |
| Pin Sec Point                              | Baie-des-Hérons                                                          |              | Regroupé à Pointe-la-Nim                             |
| Pinault                                    | Kedgwick                                                                 |              | Regroupé à Rang-Double-Sud                           |
| Pointe-la-Nim                              | Baie-des-Hérons                                                          |              | Ancien DSL                                           |
| Popelogan Depot                            | Restigouche (district rural)                                             |              | Lieu-dit                                             |
| Quatre-Milles                              | Kedgwick                                                                 |              | Hameau                                               |
| Queen Anne Settlement                      | Bois-Joli                                                                |              | Ancien nom de Saint-Maure                            |
| Quinton's Point                            | Campbellton                                                              |              | Ancien nom de Campbellton                            |
| Ramsey Sheds                               | Restigouche (district rural)                                             |              | Lieu-dit                                             |
| Rang-Cinq-et-Six                           | Saint-Quentin                                                            |              | Hameau                                               |
| Rang-Dix                                   | Saint-Quentin                                                            |              | Hameau                                               |
| Rang-Dix-Huit                              | Saint-Quentin                                                            |              | Hameau                                               |
| Rang-Double-Nord                           | Kedgwick                                                                 |              | Hameau                                               |
| Rand-Double-Sud                            | Kedgwick                                                                 |              | Hameau                                               |
| Rang-Douze-Nord                            | Saint-Quentin                                                            |              | Hameau                                               |
| Rang-Douze-Sud                             | Saint-Quentin                                                            |              | Hameau                                               |
| Rang-Quatorze                              | Saint-Quentin                                                            |              | Hameau                                               |
| Rang-Seize                                 | Saint-Quentin                                                            |              | Hameau                                               |
| Rang-Sept                                  | Kedgwick                                                                 |              | Hameau                                               |
| Rang-Sept-et-Huit                          | Saint-Quentin                                                            |              | Hameau                                               |
| Rang-Six-Milles                            | Kedgwick                                                                 |              | Ancien nom de Six-Milles                             |
| Rapids Depot                               | Nord-Ouest (district rural)                                              |              | Hameau                                               |
| Red Bank                                   | Kedgwick                                                                 |              | Lieu-dit                                             |
| Red Bank Camp                              | Restigouche (district rural)                                             |              | Lieu-dit                                             |
| Restigouche                                | Comté de Restigouche, Bas-Saint-Laurent, Gaspésie                        |              | Version anglicisée de Ristigouche                    |
| Richards                                   | Campbellton                                                              |              | Ancienne gare de Richardsville                       |
| Richards Station                           | Kedgwick                                                                 |              | Regroupé à Kedgwick                                  |
| Richardsville                              | Campbellton                                                              |              | Quartier                                             |
| Ristigouche                                | Comté de Restigouche, Bas-Saint-Laurent, Gaspésie                        |              | Nom autrefois donné à la région entourant la rivière |
| River Charlo                               | Baie-des-Hérons                                                          |              | Quartier                                             |
| River Louison                              | Restigouche (district rural)                                             |              | Regroupé à Nash Creek                                |
| Robinson                                   | Restigouche (district rural)                                             |              | Point ferroviaire                                    |
| Robinsonville                              | Restigouche (district rural)                                             |              | Hameau                                               |
| Rock Mill                                  | Restigouche (district rural)                                             |              | Lieu-dit                                             |
| Rocky Gulch                                | Restigouche (district rural)                                             |              | Village fantôme                                      |
| Russel Settlement                          | Campbellton                                                              |              | Regroupé à Campbellton                               |
| Sainte-Anne-de-Ristigouche,                | Campbellton                                                              |              | Ancien nom d'Atholville                              |
| Saint-Albert                               | Campbellton                                                              |              | Quartier                                             |
| Saint-Aubin                                | Bois-Joli                                                                |              | Hameau                                               |
| Saint-Arthur                               | Campbellton                                                              |              | Quartier, ancien DSL                                 |
| Saint-Arthur                               | Saint-Quentin                                                            |              | Regroupé à Saint-Martin-de-Restigouche               |
| Saint-Arthur-Ouest                         | Campbellton                                                              |              | Village fantôme                                      |
| Saint-Jean-Baptiste-de-Restigouche         | Kedgwick                                                                 |              | Hameau et ancien DSL                                 |
| Saint-Martin                               | Saint-Quentin                                                            |              | Regroupé à Rang-Douze-Nord                           |
| Saint-Martin-de-Restigouche                | Saint-Quentin                                                            |              | Ancien DSL                                           |
| Saint-Maure                                | Bois-Joli                                                                |              | Hameau                                               |
| Saint-Pierre                               | Saint-Quentin                                                            |              | Regroupé à Saint-Martin-de-Restigouche               |
| Saint-Quentin                              | Saint-Quentin                                                            |              | Ville                                                |
| Saint-Quentin, paroisse de                 | Saint-Quentin, Nord-Ouest (district rural), Restigouche (district rural) |              | Paroisse civile, ancien DSL                          |
| Sancta Anna                                | Saint-Quentin                                                            |              | Regroupé à Rang-Seize                                |
| Sea Side                                   | Restigouche (district rural)                                             |              | Hameau                                               |
| Sebates Club                               | Nord-Ouest (district rural)                                              |              | Autre nom de Fraser Lodge                            |
| Selwood                                    | Bois-Joli                                                                |              | Quartier                                             |
| Sénéchal                                   | Saint-Quentin                                                            |              | Regroupé à Rang-Dix                                  |
| Seven Mile Ridge                           | Campbellton                                                              |              | Ancien nom de Val-d'Amours                           |
| Shannonvale                                | Bois-Joli                                                                |              | Quartier                                             |
| Shives Athol                               | Campbellton                                                              |              | Ancien nom d'Atholville                              |
| Simare                                     | Bois-Joli                                                                |              | Village fantôme                                      |
| Simpsons Field                             | Restigouche (district rural)                                             |              | Lieu-dit                                             |
| Six-Milles                                 | Kedgwick                                                                 |              | Hameau                                               |
| Southeast Depot                            | Restigouche (district rural)                                             |              | Ancien nom de Simpsons Field                         |
| Squaw Cap                                  | Restigouche (district rural)                                             |              | Hameau                                               |
| Stanmore                                   | Bois-Joli                                                                |              | Regroupé à Eel River Crossing                        |
| Stewart Settlement                         | Saint-Quentin et Kedgwick                                                |              | Village fantôme                                      |
| Summit                                     | Baie-des-Hérons                                                          |              | Village fantôme                                      |
| Summit Depot                               | Nord-Ouest (district rural)                                              |              | Hameau                                               |
| Sunnyside                                  | Belledune                                                                |              | Quartier                                             |
| The Sheds                                  | Restigouche (district rural)                                             |              | Ancien camp forestier                                |
| Thibault                                   | Kedgwick                                                                 |              | Hameau                                               |
| Thirty Two Mile Cache                      | Restigouche (district rural)                                             |              | ?                                                    |
| Tide Head                                  | Campbellton                                                              |              | Village                                              |
| Tjigog, Tjikog, Jugugw, Tchigouk ou Tzigog | Campbellton                                                              |              | Anciens noms d'Atholville                            |
| Tracy Depot                                | Kedgwick                                                                 |              | Hameau                                               |
| Ugpi'ganjig                                | Eel River Bar                                                            |              | Autre nom de Eel River Bar                           |
| Upper Balmoral                             | Bois-Joli                                                                |              | Quartier                                             |
| Upper Charlo                               | Baie-des-Hérons                                                          |              | Quartier                                             |
| Upper Crossing                             | Restigouche (district rural)                                             |              | Lieu-dit                                             |
| Upper Dundee                               | Bois-Joli                                                                |              | Hameau                                               |
| Upsalquitch                                | Restigouche (district rural)                                             |              | Hameau                                               |
| Upsalquitch                                | Restigouche (district rural)                                             |              | Ancien nom de Robinsonville                          |
| Val-d'Amours                               | Campbellton                                                              |              | Quartier, ancien DSL                                 |
| Val-Melanson                               | Campbellton                                                              |              | Hameau                                               |
| Val-Riopel                                 | Kedgwick                                                                 |              | Regroupé à Six-Milles                                |
| Warden's Camp                              | Restigouche (district rural)                                             |              | Regroupé à Simpsons Field                            |
| Whites Brook                               | Kedgwick                                                                 |              | Hameau                                               |
| Winton Crossing                            | Restigouche (district rural)                                             |              | Lieu-dit                                             |
| Wye                                        | Kedgwick                                                                 |              | Lieu-dit                                             |
| Wyers Brook                                | Kedgwick                                                                 |              | Hameau                                               |